# Котенков, Александр Алексеевич
Александр Алексеевич Котенков (род. 23 сентября 1952, хутор Белый Ленинградского района Краснодарского края) — бывший полномочный представитель Президента Российской Федерации в Совете Федерации, бывший полномочный представитель Президента Российской Федерации в Государственной Думе.
Родился в Краснодарском крае в семье офицера Советской армии.

## Образование
- В 1974 году с отличием окончил факультет горячей обработки металлов Ростовского института сельскохозяйственного машиностроения.
- В 1988 году с отличием с отличием окончил заочный факультет Военно-политической академии им. В. И. Ленина.
- В 1993 году с отличием окончил юридический факультет Гуманитарной академии Вооружённых Сил Российской федерации.
- С 1998 года кандидат юридических наук. Тема диссертации: «Конституционно-правовые основы, практика и проблемы повышения эффективности взаимодействия Президента Российской Федерации с Государственной думой в законотворческой сфере».

## Трудовая деятельность
С 1974 по 1975 год — инженер-технолог на заводе «Рубин» в Ростове-на-Дону.
В июле 1975 года был призван на службу в рядах Советской армии. Командир танкового взвода в Северо-Кавказском военном округе. По рекомендации парткома был избран секретарем комитета комсомола танкового полка, более 10 лет был заместителем командира по политической части танкового батальона и танкового полка (5 лет прослужил в Забайкальском военном округе, затем в Северо-Кавказском, с 1986 года служил на Дальнем Востоке).
С 1988 по 1990 год заместитель начальника политотдела Биробиджанского гарнизона в Еврейской автономной области.

## Политическая деятельность
- 1990 год — избран народным депутатом РСФСР. Был секретарем комитета Верховного Совета России по законодательству, членом комиссии Верховного Совета по соблюдению регламента. В сентябре 1993 года сложил депутатские полномочия.
- Август 1991 года — заместитель председателя комитета Верховного Совета России по вопросам обороны и безопасности.
- В августе 1991 года был делегирован от Верховного Совета России в состав Верховного Совета СССР, где в сентябре стал председателем Комитета Совета Республик Верховного Совета СССР по обороне и безопасности.
- С января 1992 года начальник отдела правоохранительных органов, вопросов безопасности и обороны — заместитель начальника Государственно-правового управления Президента Российской Федерации (далее ГПУ).
- Май 1992 года — начальник ГПУ. Входил в состав Комиссии по рассекречиванию документов КПСС. Принял активное участие в заседаниях Конституционного суда России по вопросу о запрещении деятельности КПСС как один из представителей Президента. Был среди соавторов ходатайства перед Конституционным судом о проверке конституционности постановления Верховного Совета Российской Федерации, которым последний забирал в своё ведение газету «Известия».
- С ноября 1992 года по март 1993 года — глава временной администрации зоны чрезвычайного положения на территориях Северной Осетии и Ингушской республики во время осетино-ингушского вооруженного конфликта.
- С апреля 1992 года по декабрь 1993 года возглавлял Государственно-правовое управление Президента.
- С июня по декабрь1993 года возглавлял рабочую группу секретариата Конституционного совещания по разработке Конституции Российской Федерации.
- В октябре 1993 года принял участие в учредительной конференции возглавляемой Сергеем Шахраем Партии российского единства и согласия (ПРЕС), избран членом её Федерального Совета.
- С 1994 по 1996 год — заместитель министра по делам национальностей и региональной политики.
- 1995 год — статс-секретарь — заместитель Министра Российской Федерации по делам национальностей и региональной политике, член представительства Правительства Российской Федерации в Федеральном собрании.
- 7 февраля 1996 года назначен представителем Президента Российской Федерации в Государственной Думе Федерального Собрания Российской Федерации.
- В марте 2004 года назначен полномочным представителем Президента Российской Федерации в Совете Федерации Федерального Собрания Российской Федерации. 29 октября 2013 года Указом Президента Российской Федерации освобождён от должности в связи с истечением срока действия срочного служебного контракта.
- С ноября 2013 года советник Генерального директора Государственной корпорации «Российские технологии».

## Общественная деятельность
Мастер спорта СССР по парусному спорту, неоднократный чемпион России по парусному спорту (1971, 1973, 2000, 2001).
В 1997—2000 годах президент Ростовской областной федерации парусного спорта вице-президент Всероссийской федерации парусного спорта, отвечающий в президиуме за развитие парусного спорта в южных регионах России.
С 2000 года по 2008 год — Президент Всероссийской федерации парусного спорта, член Олимпийского комитета России, член Совета директоров ИСАФ (международной федерации парусного спорта).

## Награды
- Орден «За заслуги перед Отечеством» III степени (16 октября 2012 г.) — за большой вклад в обеспечение деятельности Президента Российской Федерации, активную законотворческую деятельность и многолетнюю добросовестную работу[1]
- Орден «За заслуги перед Отечеством» IV степени (9 мая 2006 г.) — за большой вклад в развитие законодательства Российской Федерации и многолетнюю добросовестную работу[2]
- Орден Почёта (21 сентября 2002 г.) — за активную законотворческую деятельность и многолетнюю добросовестную работу[3]
- Медаль «Защитнику свободной России» (5 августа 1994 г.) — за исполнение гражданского долга при защите демократии и конституционного строя 19-21 августа 1991 года, большой вклад в проведение в жизнь демократических преобразований, укрепление дружбы и сотрудничества между народами[4]
- Медаль «За отличие в охране государственной границы»
- Медаль «В память 1000-летия Казани» (2006 год)[5]
- Заслуженный юрист Российской Федерации (4 марта 1998 г.) — за заслуги в укреплении законности и многолетнюю добросовестную работу[6]
- Почётная грамота Президента Российской Федерации (12 декабря 2008 г.) — за активное участие в подготовке проекта Конституции Российской Федерации и большой вклад в развитие демократических основ Российской Федерации[7]
- 6 благодарностей Президента Российской Федерации
- Почётная грамота Правительства Российской Федерации (23 сентября 2002 г.) — за активное взаимодействие в законотворческой деятельности с Правительством Российской Федерации и многолетний плодотворный труд[8]
- Почетная грамота Государственной Думы Федерального Собрания Российской Федерации.

## Классные чины и звания
Высшие специальные звания:
- генерал-майор (12 декабря 1992 г.);
- генерал-лейтенант юстиции (12 июня 1999 г.).

Классный чин (до 2005 г. — квалификационный разряд):
- Действительный государственный советник Российской Федерации 1 класса (19 июля 1996).
- Академик Российской академии ракетных и артиллерийских наук (с 2004 года)